# Olympische Sommerspiele 1900/Teilnehmer (Kuba)
| Gelbes Symbol für Goldmedaillen mit stilisierten Olympischen Ringen | Graues Symbol für Silbermedaillen mit stilisierten Olympischen Ringen | Braundes Symbol für Bronzemedaillen mit stilisierten Olympischen Ringen |
| ------------------------------------------------------------------- | --------------------------------------------------------------------- | ----------------------------------------------------------------------- |
| —                                                                   | 1                                                                     | 1                                                                       |

Kuba nahm an den Olympischen Sommerspielen 1900 in Paris mit einem Sportler teil. Es war die erste Teilnahme Kubas.

## Medaillengewinner

### Silber
- Ramón Fonst – Fechten, Degen für Amateure

### Bronze
- Ramón Fonst – Fechten, Degen (offene Klasse)

## Teilnehmer nach Sportarten

### Fechten
Siehe auch: Olympische Sommerspiele 1900/Fechten
| Disziplin          | Platz     | Athlet      | 1. Runde          | Viertelfinale           | Hoffnungsrunde    | Halbfinale           | Finale  |
| ------------------ | --------- | ----------- | ----------------- | ----------------------- | ----------------- | -------------------- | ------- |
| Degen für Amateure | 1 von 103 | Ramón Fonst | Erster Gruppe D   | Dritter Viertelfinale D | nicht ausgetragen | Dritter Halbfinale C | Erster  |
| Degen (offen)      | 2 von 8   | Ramón Fonst | nicht ausgetragen | nicht ausgetragen       | nicht ausgetragen | nicht ausgetragen    | Zweiter |